# 미륵
미륵(彌勒菩薩, 산스크리트어: मैत्रेय Maitreya 마이트레야, 팔리어: Metteyya, 음역 音譯미륵彌勒, 의역 意譯자씨慈氏)은 불교의 세계관에서 석가모니가 미래에 부처가 될 것이라 수기(受記)한 보살이다. 보통 미륵보살이라고 하고 미래에 부처가 될 것이 확약되어 있으므로 미륵불이라고도 한다. 부파 불교 시대에 이미 세상이 윤회하므로 석가모니불 이전의 세상에도 연등불과 같은 부처가 있었고 석가모니불의 현세가 다하여 다음 세상이 오더라도 미륵이 부처가 될 것이라는 믿음이 있었다. 이 때문에 석가모니를 현세불, 연등불을 과거불로 부르기도 하며 미륵의 경우엔 미래불이라고 부른다.
미륵은 산스크리트어 마트레이야(मैत्रेय)를 음차한 것이다. 친구를 뜻하는 미트라에서 파생된 말로 친애, 우정, 자비와 같은 의미를 지녀 한자로 뜻을 옮기며 자씨보살(慈氏菩薩)이라 부르기도 하였다.
불교의 우주론에서 세상의 시간적 완전성을 나타내는 존재로 나타난 미륵은 대승 불교에서 적극적으로 수용되면서 미륵 신앙으로 이어져 《미륵상생경》과 《미륵성불경》, 《미륵하생경》과 같이 미륵만을 다루는 불경인 《미륵경》이 만들어졌다. 불교의 믿음에서 석가모니의 제자인 미륵은 현재 도솔천에 머무르며 보살로서 수행하고 있고 현세가 다할 때에 나타나 부처가 된다. 《미륵상생경》은 현세를 사는 중생이 끊임 없이 선업을 쌓으면 도솔천에 화생하여 미륵과 함께 할 수 있다는 믿음을, 《미륵성불경》은 미래에 미륵불이 나타나 용화법회를 열고 중생을 구제할 것이라는 약속을, 《미륵하생경》은 미륵불과 전륜성왕이 다스리는 미래의 이상향에 대한 예언을 주요 내용으로 한다.
한국에서 미륵 신앙은 특히 삼국시대에 크게 유행하였다. 고구려에서는 《미륵상생경》에서 말하듯 죽은 이가 도솔천에 화생하기를 기원하는 의미의 고분 벽화를 제작하였고 백제 무왕이 건립한 익산 미륵사는 미륵이 용화삼회를 연다는 《미륵성불경》을 따라 금당과 불탑을 세곳에 세웠으며, 신라의 원효는 미륵 신앙을 대승 불교의 입장에서 정리한 《미륵상생경종요》를 집필하였다. 후삼국시대에 태봉을 세운 궁예는 스스로 미륵을 자처하였다.
고려 시대에는 보다 토착화되어 논산 관촉사 석조미륵보살입상이나 부여 대조사 석조미륵보살입상과 같은 거대 석조 불상이 세워지기도 하였다. 거란과 몽골 제국의 침입으로 잦은 전란을 겪었던 고려 시대의 민중들은 미륵과 함께 올 이상세계인 용화세계를 갈망하였으며 미륵 신앙은 점차 무속신앙과 강하게 결합하였다. 조선의 억불정책 이후로도 이러한 무속적 미륵 신앙이 계속되어 《정감록》과 같은 각종 도참설과 함께 왕조에 반기를 드는 이들이 사람들을 끌어 모으는 구실이 되기도 하였다. 특히 조선 후기의 각종 민란의 발생과정에서 미륵 신앙은 중요한 역할을 하였다. 오늘날에도 미륵 신앙은 민간 신앙적 요소를 많이 띄고 있어 마을 단위의 미륵제를 치르는 지역들이 있다.

## 초기 미륵 사상
미륵의 산스크리트어 이름인 마트레이야는 분명 미트라의 영향을 받은 것이다. 태양과 광명의 신인 미트라는 미트라교와 마니교 등에서 숭배되었다. 초기 불교는 힌두교의 인드라나 브라흐마를 불교 세계관의 천으로 받아들인 것과 같이 미트라 역시 자신들의 세계관에 포용하고자 하였다. 초기 불교는 빛을 뜻하는 페르시아어 미트라(Mithra)가 친구를 뜻하는 산스크리트어 미트라(Mitra)와 발음이 유사하다는 점에 착안하였다. 인도에서는 아그니미트라(산스크리트어: अग्नि 아그니의 친구)와 같이 미트라가 이름에 쓰인 사례들이 있다. 이로서 미트라는 숫타니파타에 등장하는 부처의 제자인 팃사 멧테야와 연결되었고 《미륵상생경》은 미륵의 출신을 언급하며 팃사 멧테야와 동일시 한다. 한편 《중아함경》에서는 분리된 개인이었던 아일다(阿逸多, 아지타의 음차)가 미륵과 결합되어 동일한 인물로 취급되었다.
《중아함경》이나 《장아함경》과 같은 초기 경전에서 미륵은 전륜성왕과 연관되어 언급되었다. 불교의 우주론에서 세계는 생성과 발전, 쇠퇴와 멸망을 반복한다. 세계의 질서가 무너지고 도덕이 타락하여 멸망에 다다른 시기가 말법 시대이다. 이러한 말법 시대에 세상의 질서를 다시 구축하고 이상적인 세계를 구현하는 것이 전륜성왕으로 미륵은 전륜성왕의 시기에 다시 세상에 환생하여 불법을 전파한다는 것이 초기 미륵 사상의 핵심적 내용이다. 이러한 종말론적 세계관에서 전륜성왕과 미륵은 메시아와 같은 역할을 맡고 있다.

## 동아시아 불교의 미륵 신앙
인도북부에서 시작된 불교는 간다라 지방을 거쳐 중국으로 유입되었다. 중국은 대승 불교를 수용하였는데 이는 고대 중국의 정치와 사상이 기본적으로 국가의 통치와 경영을 중시하기 때문이었다. 대승 불교는 수행자의 개별적 깨달음과 함께 중생의 제도를 중시하였고 중국은 이를 수용하여 독자적인 불교로 발전시켰다. 이 과정에서 축법호, 구마라습, 저거경성과 같은 승려들이 불경을 한문으로 번역하였다. 이들이 번역한 《미륵상생경》, 《미륵성불경》, 《미륵하생경》을 흔히 《미륵삼부경》으로 부른다. 간다라의 불상 제작에서 미륵보살 상은 초기부터 제작된 반면,  관세음보살이나 지장보살과 같이 오늘날 대승 불교를 대표하는 보살들은 4세기 이전에는 보이지 않기 때문에 미륵 보살은 동아시아의 불교 도입 초기 매우 중요한 보살로 취급되었을 것이라 추측할 수 있다.
"상구보리 하화중생"을 수행하는 보살이라는 존재 자체가 대승 불교와 밀접한 관련이 있기 때문에 미륵 역시 대표적인 보살로 중국을 거쳐 한반도와 일본까지 전파되게 된다. 중국의 불상 양식은 남북조시대에 한반도와 일본으로 전파되었다.
미륵은 현세에 도솔천에 머무르는 보살이자 미래에 도래할 부처의 이중적 성격을 갖고 있다. 이 때문에 미륵 신앙 역시 이 둘의 양면성을 지니게 된다. 미륵을 표현한 반가사유상은 미륵을 보살로서 표현한 것으로 현세에서 선한 업을 쌓고 도솔천으로 화생하고자 한다는 신앙이 담겨있다. 한편 중국과 한국에서 미륵은 점차 보살보다는 부처로서 묘사되기 시작하였는데 이는 당대의 고단한 세계와 달리 미륵이 올 이상적인 세계를 고대하였기 때문이다.
중국의 경우 남북조시대에 미륵 신앙이 크게 유행하였고 한국 역시 비슷한 시기인 삼국시대에 미륵 신앙이 발달하였다. 고구려에서는 《미륵상생경》에서 말하듯 죽은 이가 도솔천에 화생하기를 기원하는 의미의 고분 벽화를 제작하였고 백제 무왕이 건립한 익산 미륵사는 미륵이 용화삼회를 연다는 《미륵성불경》을 따라 금당과 불탑을 세곳에 세웠으며 신라의 원효는 미륵 신앙을 대승 불교의 입장에서 정리한 《미륵상생경종요》를 집필하였다.
미륵은 현세를 긍정하고 선업을 쌓으려 노력하는 신앙과 말법 시대인 현세를 혁파하고 새시대를 열어야 한다는 현실 부정의 이중적 성격을 지니고 있다. 정토교의 미륵 신앙은 신실한 믿음으로 현세에서 선업을 쌓으면 극락 왕생한다는 현실 긍정의 메시지를 전하지만, 중국의 경우 북위시기 승려들의 난이나 원나라 말기의 백련교 봉기와 같이 현실을 부정하고 새로운 세상을 갈망하는 근거로 작용하기도 한다. 이는 말법시대가 되면 이를 혁파할 전륜성왕과 미륵이 등장한다는 사상과 관련이 깊다. 한국의 경우도 궁예가 스스로를 미륵으로 자처한 것이 대표적이다. 일본의 경우도 센고쿠시대의 혼란 속에서 새로운 세상을 바라는 미륵 신앙이 유행하기도 하였다.

## 불교 밖의 미륵
전란이 잦거나 자연 재해가 닥치면 사람들은 고단한 현세에서 구원할 대상을 찾기 마련이다. 《미륵하생경》을 근원으로 하는 미륵하생 신앙은 어려운 시기를 맞은 민중들의 민간 신앙과 결합하였다. 고려 시기에도 전란 속에서 미륵 신앙이 점차 민간 신앙화 되었으며 조선 시대에도 임진왜란과 병자호란의 전란을 겪은 중기 이후 무속 신앙과 결합한 미륵 신앙이 크게 유행하였다. 조선 후기 각종 도참설이 유행하면서 미륵불이 올 것이라는 믿음이 있었고 특히 노비와 하층민이 이러한 믿음을 받아들였다. 고대부터 신앙의 대상이었던 각종 바위와 절벽 등에 미륵이란 이름이 붙으며 무속 신앙과 결합되어 남해 가천의 암미릇 숫미륵이나 강원도 화천의 미륵바위와 같이 전국 곳곳에 미륵의 이름이 붙은 바위들이 있다. 지역에 따라서는 마을 제사로 미륵제를 지내기도 한다.
중국에서는 도교와 융합하여 포대화상이 되었고 한국의 경우 증산도나 대순진리회를 비롯한 다수의 신흥종교가 미륵 신앙을 교리로 하고 있다.

## 불상

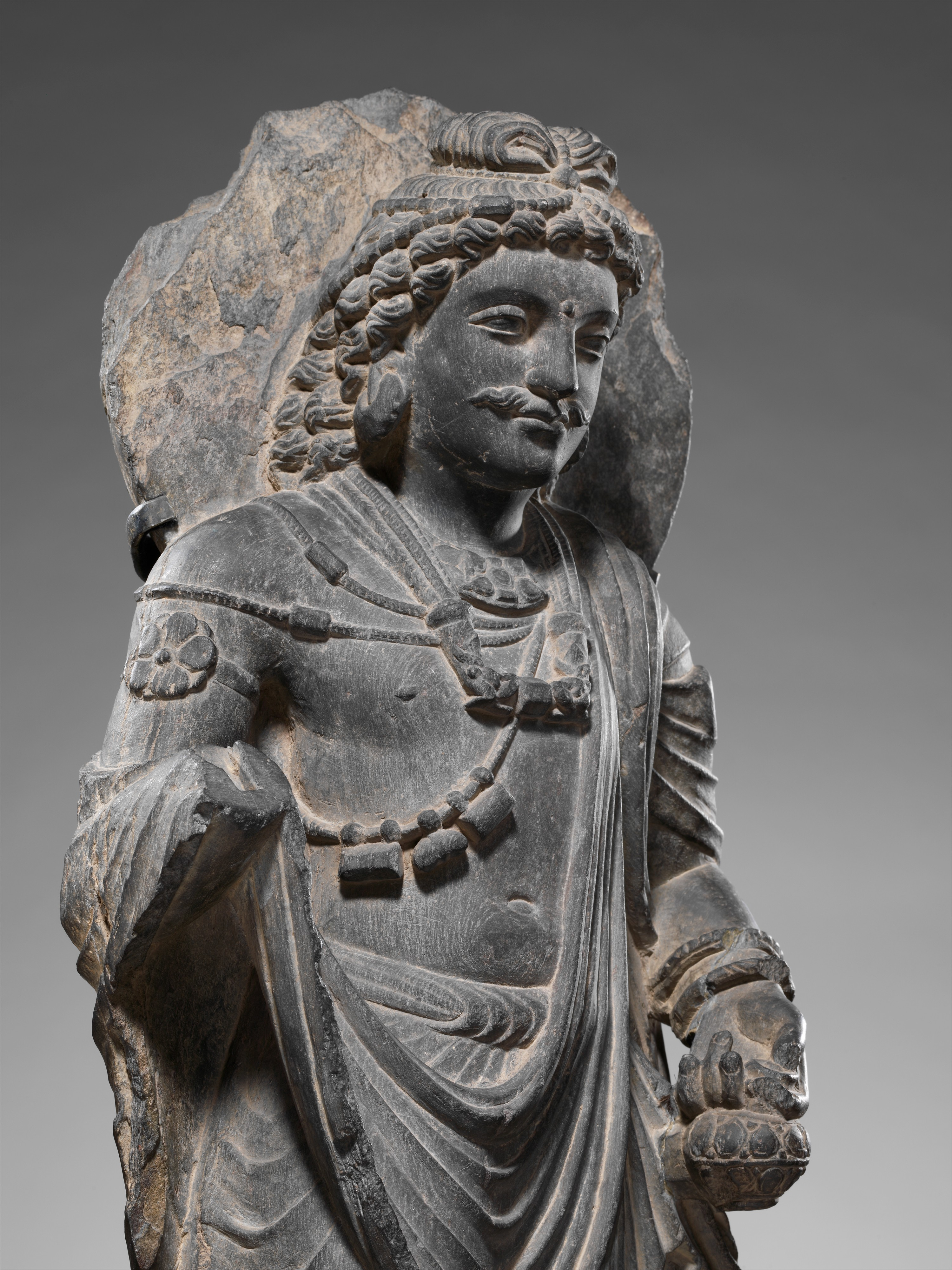
메트로폴리탄 박물관의 미륵불상

미륵의 상이 조성되기 시작한 것은 헬레니즘의 영향을 받은 2-3세기 간다라 미술이었다. 이후 불교가 사방으로 전파되면서 자연스럽게 불상의 제작 역시 전파되었다. 초기 불교 사원은 막고굴과 같이 불탑을 중앙에 두고 주변에 수행자가 기거할 굴이 들어선 형태였으며 바자 동굴의 경우처럼 태양신과 같은 다른 종교의 조형물이 혼합되기도 하였다. 중국에서 금당과 불탑이 조성된 사찰 형식이 발달한 이후 동아시아에서는 지금과 같은 형태의 입상, 좌상, 와상이 정형화 되었다.
삼국시대의 미륵상은 반가사유상이 대표적이고 고려시대에는 거대한 석불로 조성되었다. 일본 고류지 소장의 미륵반가사유상은 대한민국의 금동미륵보살반가사유상 (국보 제83호)와 매우 흡사하여 한반도에서 제작된 것이 직접 넘어갔을 것이라는 추정이 있다.

## 같이 보기
- 메시아
- 미트라

## 참고 문헌
- 이 문서에는 다음커뮤니케이션(현 카카오)에서 GFDL 또는 CC-SA 라이선스로 배포한 글로벌 세계대백과사전의 내용을 기초로 작성된 글이 포함되어 있습니다.